# Fraser Institute
Fraser Institute, grundat 1974, är en tankesmedja i Vancouver i Kanada som arbetar för en fri marknad. Den är huvudansvarig för sammanställningen av rapporten Economic Freedom of the World som är den mest använda kartläggningen av ekonomisk frihet.